# 神津島
神津島（こうづしま）は、伊豆諸島の有人島の一つである。東京都神津島村に属する。島のゆるキャラは「かんむりん」と「かんむりーな」である。

## 地理
神津島村の中心的な島である。伊豆諸島の有人島としては最も西にあり、本島と最も近い有人島は東北東へ10キロメートルほどにある式根島である。
活火山を有する火山島であり、周辺の島も含め数十個の流紋岩質単成火山が存在し、「神津島火山群」を成している。島の形はひょうたん型をしており、天上山を中心とした北部と、秩父山のある南部とに大きく分けられる。
本島のシンボル的存在である天上山（標高572メートル）は、9世紀の噴火で形成された溶岩ドームである。『続日本後紀』では、838年（承和5年）に大規模な噴火をしたことが記録されている。山頂部は比較的平坦で、ここに「表砂漠」「裏砂漠」と呼ばれる砂地がある。
南部と北部の間の西側の前浜沿いに主な集落が存在する。なお、島の他の地域には字滝川や字高処山のように「字」の文字を有する地名が存在するが、この地域には「字」も町名も指定されていない。

## 自然環境
他の主だった陸地と距離が比較的に離れており、人口の少なさや開発の影響が比較的に少ないことなども相まって、自然環境が大きく破壊されることなく残っている。地下水とそれに由来する湧水も豊富であり、島の植生を支えるなど「東京の名湧水」の一つに数えられている。また、空気汚染も少ないため、2020年には日本国内で2番目の「星空保護区」に認定されている。
「花の百名山」および「新日本百名山」にも数えられている天上山の山頂部では、ラン科など多様な植生が見られ、本州では2,000メートル級の高山に生育しているような高山植物も見られる。
御蔵島や青ヶ島など伊豆諸島には断崖絶壁に囲まれた島が多い中、神津島は比較的平坦で砂浜海岸が多い。また、近海を黒潮が流れており、伊豆七島でも際立って多数の魚介類やウミガメや海藻類が見られるため、ダイビングなどのエコツーリズムやマリンレジャーや漁業の対象にもなっている。また、上記のかんむりんとかんむりーなは、神津島周辺がカンムリウミスズメの生息域であることにちなんでデザインされている。一方で、神津島村の「村の鳥」はイソヒヨドリである。
他にも特筆すべき生物種の生息も確認されており、それらの中には絶滅危惧種のナミエヤマガラや、神津島と御蔵島でのみ確認されているミクラミヤマクワガタ、神津島の固有種であるラン科の「コウヅエビネ」や絶滅危惧種のイワチドリも含まれる。
なお、ホエールウォッチングやドルフィンスイミングのような観光事業は発足していないが、ザトウクジラやマッコウクジラやミナミハンドウイルカなどの鯨類の回遊も存在する。また、恩馳島を中心とした神津島の一帯には、今では絶滅したとされるニホンアシカも数多く生息していた。

## 気候
| 神津島（2003年 - 2020年）の気候    | 神津島（2003年 - 2020年）の気候 | 神津島（2003年 - 2020年）の気候 | 神津島（2003年 - 2020年）の気候 | 神津島（2003年 - 2020年）の気候 | 神津島（2003年 - 2020年）の気候 | 神津島（2003年 - 2020年）の気候 | 神津島（2003年 - 2020年）の気候 | 神津島（2003年 - 2020年）の気候 | 神津島（2003年 - 2020年）の気候 | 神津島（2003年 - 2020年）の気候 | 神津島（2003年 - 2020年）の気候 | 神津島（2003年 - 2020年）の気候 | 神津島（2003年 - 2020年）の気候 |
| 月                                 | 1月                             | 2月                             | 3月                             | 4月                             | 5月                             | 6月                             | 7月                             | 8月                             | 9月                             | 10月                            | 11月                            | 12月                            | 年                              |
| ---------------------------------- | ------------------------------- | ------------------------------- | ------------------------------- | ------------------------------- | ------------------------------- | ------------------------------- | ------------------------------- | ------------------------------- | ------------------------------- | ------------------------------- | ------------------------------- | ------------------------------- | ------------------------------- |
| 最高気温記録 °C （°F）             | 18.8 (65.8)                     | 20.1 (68.2)                     | 20.8 (69.4)                     | 23.2 (73.8)                     | 25.6 (78.1)                     | 28.5 (83.3)                     | 33.7 (92.7)                     | 31.8 (89.2)                     | 31.0 (87.8)                     | 28.7 (83.7)                     | 25.5 (77.9)                     | 22.7 (72.9)                     | 33.7 (92.7)                     |
| 平均最高気温 °C （°F）             | 10.6 (51.1)                     | 11.4 (52.5)                     | 13.9 (57)                       | 17.4 (63.3)                     | 20.9 (69.6)                     | 23.3 (73.9)                     | 26.8 (80.2)                     | 28.6 (83.5)                     | 26.3 (79.3)                     | 22.1 (71.8)                     | 18.2 (64.8)                     | 13.4 (56.1)                     | 19.4 (66.9)                     |
| 日平均気温 °C （°F）               | 8.5 (47.3)                      | 9.1 (48.4)                      | 11.4 (52.5)                     | 15.0 (59)                       | 18.6 (65.5)                     | 21.2 (70.2)                     | 24.6 (76.3)                     | 26.3 (79.3)                     | 24.1 (75.4)                     | 20.0 (68)                       | 16.1 (61)                       | 11.2 (52.2)                     | 17.2 (63)                       |
| 平均最低気温 °C （°F）             | 6.3 (43.3)                      | 6.6 (43.9)                      | 8.7 (47.7)                      | 12.6 (54.7)                     | 16.4 (61.5)                     | 19.5 (67.1)                     | 23.0 (73.4)                     | 24.5 (76.1)                     | 22.2 (72)                       | 18.1 (64.6)                     | 13.9 (57)                       | 9.0 (48.2)                      | 15.1 (59.2)                     |
| 最低気温記録 °C （°F）             | −0.8 (30.6)                     | −0.6 (30.9)                     | 1.2 (34.2)                      | 2.2 (36)                        | 9.8 (49.6)                      | 14.0 (57.2)                     | 17.9 (64.2)                     | 18.7 (65.7)                     | 15.3 (59.5)                     | 11.9 (53.4)                     | 5.0 (41)                        | 1.0 (33.8)                      | −0.8 (30.6)                     |
| 降水量 mm （inch）                 | 98.5 (3.878)                    | 128.0 (5.039)                   | 198.8 (7.827)                   | 170.5 (6.713)                   | 183.4 (7.22)                    | 262.8 (10.346)                  | 189.4 (7.457)                   | 197.1 (7.76)                    | 208.1 (8.193)                   | 334.0 (13.15)                   | 174.4 (6.866)                   | 126.3 (4.972)                   | 2,271.3 (89.421)                |
| 平均降水日数 （≥1.0 mm）           | 8.1                             | 9.6                             | 12.1                            | 10.6                            | 10.1                            | 13.3                            | 9.4                             | 8.2                             | 11.8                            | 12.4                            | 10.9                            | 8.9                             | 125.3                           |
| 出典1：Japan Meteorological Agency |                                 |                                 |                                 |                                 |                                 |                                 |                                 |                                 |                                 |                                 |                                 |                                 |                                 |
| 出典2：気象庁                      |                                 |                                 |                                 |                                 |                                 |                                 |                                 |                                 |                                 |                                 |                                 |                                 |                                 |

## 歴史
島名の由来は、伊豆の島々を作るために神々を集めて話し合う場がこの島であったことから。昔は「神集島」と書いた。本島は、840年（承和7年）に伊豆国賀茂郡上津嶋として名が現れる。
神津島では、砂糠崎（さぬかさき）や沢尻湾、ほか恩馳島で黒曜石が産出し、後期旧石器時代から石器の材料として採取され、大量に本州に送られた。その流布範囲は広く、東は東京都、西は静岡県西部、さらに内陸部の山梨県北杜市の横針前久保遺跡にまで達し、半径約180キロメートルまで広がっていた。これは同時に旧石器時代の人々が船を使っていたことを示す貴重な間接証拠でもある。採掘は縄文時代まで続いた。
神話によれば伊豆の島々を造った神様が集まるところということから「神集島」の名が生まれ、それが転訛して神津島といわれる。古文書の中には「神集島」と書かれたものもある。
江戸時代初期、キリシタンの朝鮮人女性ジュリアおたあが流罪になり、神津島で没したという伝説があり、島内には墓所とされるものがある。また、ジュリア祭が毎年行われている。

## ギャラリー
- 砂糠崎の黒曜石層
- 西方上空より
- 神津島を北西方向から空撮

## 神津島に関連する作品
名探偵コナン 紺碧の棺
青山剛昌原作の映画「名探偵コナンシリーズ」の第11弾（2007年）。作中の舞台である「神海島」のモデルとされている。
STARHORSEシリーズ
セガ・インタラクティブの競馬メダルゲーム。架空のGI競走「WORLD BREEDERS' CUP TURF」および「WORLD BREEDERS' CUP」で開催される架空の競馬場「極東競馬場」の舞台であると表現されている。
On the way to Living Dead
comicoに掲載されているライトゾンビ漫画。 サブキャラクター三ノ輪まもるが幼少時代を過ごしたのが神津島とされ、子供時代の回想シーンである91話では、神津島の天神橋・ありま展望台・多幸湾などの風景が描かれている。
コードギアス 反逆のルルーシュ
サンライズ制作のテレビアニメ。作中に「神根島」の名称で、ギアスに関連する神殿のある場所として数回登場する。式根島も登場している。
天気の子
新海誠監督の劇場版アニメ（2019年）。主人公の出身地とされている。
ラブライブ!スーパースター!!
劇中に登場するスクールアイドルグループ、サニーパッション（Sunny Passion）の出身地。コラボレーション企画も実施。
ふれる。
長井龍雪監督の劇場版アニメ（2024年）。3人の主人公の出身地となる架空の島（作中での名称は「間振島」）のモデルとされている。